# A Star Trek: Voyager epizódjainak listája
A Star Trek: Voyager amerikai televíziós sci-fi-sorozat epizódjainak listája.

## Évados áttekintés
| Évad | Évad | Epizódok | Eredeti sugárzás     | Eredeti sugárzás | Eredeti adó |
| Évad | Évad | Epizódok | Évadpremier          | Évadfinálé       | Eredeti adó |
| ---- | ---- | -------- | -------------------- | ---------------- | ----------- |
|      | 1    | 16       | 1995. január 16.     | 1995. május 22.  | UPN         |
|      | 2    | 26       | 1995. augusztus 28.  | 1996. május 20.  | UPN         |
|      | 3    | 26       | 1996. szeptember 4.  | 1997. május 21.  | UPN         |
|      | 4    | 26       | 1997. szeptember 3.  | 1998. május 20.  | UPN         |
|      | 5    | 26       | 1998. október 14.    | 1999. május 26.  | UPN         |
|      | 6    | 26       | 1999. szeptember 22. | 2000. május 24.  | UPN         |
|      | 7    | 26       | 2000. október 4.     | 2001. május 23.  | UPN         |

## 1. évad (1995)
| Sor. | Év. | Cím                                                      | Rendező          | Író                                                                                            | Premier           | Nézettség    |
| ---- | --- | -------------------------------------------------------- | ---------------- | ---------------------------------------------------------------------------------------------- | ----------------- | ------------ |
| 1.   | 1.  | Utazás a Galaxis túlsó végére 1. rész (Caretaker Part 1) | Winrich Kolbe    | Történet: Rick Berman Tévéjáték: Michael Piller és Jeri Taylor                                 | 1995. január 16.  | 21,30 millió |
| 2.   | 2.  | Utazás a Galaxis túlsó végére 2. rész (Caretaker Part 2) | Winrich Kolbe    | Történet: Rick Berman Tévéjáték: Michael Piller és Jeri Taylor                                 | 1995. január 16.  | 21,30 millió |
| 3.   | 3.  | Parallaxis (Parallax)                                    | Kim Friedman     | Történet: Jim Trombetta Tévéjáték: Brannon Braga                                               | 1995. január 23.  | 14,60 millió |
| 4.   | 4.  | Időről időre (Time and Again)                            | Les Landau       | Történet: Michael Piller Tévéjáték: David Kemper                                               | 1995. január 30.  | 13,90 millió |
| 5.   | 5.  | A kór (Phage)                                            | Winrich Kolbe    | Történet: Timothy DeHaas Tévéjáték: Skye Dent és Brannon Braga                                 | 1995. február 6.  | 13,50 millió |
| 6.   | 6.  | A felhő (The Cloud)                                      | David Livingston | Történet: Brannon Braga Tévéjáték: Tom Szollosi és Michael Piller                              | 1995. február 13. | 11,20 millió |
| 7.   | 7.  | A tű foka (Eye of the Needle)                            | Winrich Kolbe    | Történet: Hilary J. Bader Tévéjáték: Bill Dial és Jeri Taylor                                  | 1995. február 20. | 11,70 millió |
| 8.   | 8.  | A tett (Ex Post Facto)                                   | LeVar Burton     | Történet: Michael Piller Tévéjáték: Evan Carlos Somers                                         | 1995. február 27. | 11,80 millió |
| 9.   | 9.  | Kisugárzások (Emanations)                                | David Livingston | Brannon Braga                                                                                  | 1995. március 13. | 10,30 millió |
| 10.  | 10. | Alapelvek (Prime Factors)                                | Les Landau       | Történet: David R. George III és Eric A. Stillwell Tévéjáték: Michael Perricone és Greg Elliot | 1995. március 20. | 10,70 millió |
| 11.  | 11. | Minden másképpen van (State of Flux)                     | Robert Scheerer  | Történet: Paul Robert Tévéjáték: Chris Abbott                                                  | 1995. április 10. | 10,00 millió |
| 12.  | 12. | Hősök és démonok (Heroes and Demons)                     | Les Landau       | Naren Shankar                                                                                  | 1995. április 24. | 10,00 millió |
| 13.  | 13. | Testen kívül (Cathexis)                                  | Kim Friedman     | Történet: Joe Menosky Tévéjáték: Brannon Braga                                                 | 1995. május 1.    | 9,30 millió  |
| 14.  | 14. | Arcok (Faces)                                            | Winrich Kolbe    | Történet: Jonathan Glassner Tévéjáték: Kenneth Biller                                          | 1995. május 8.    | 8,70 millió  |
| 15.  | 15. | Jetrel (Jetrel)                                          | Kim Friedman     | Történet: James Thomton és Scott Nimerfro Tévéjáték: Jack Klein, Karen Klein és Kenneth Biller | 1995. május 15.   | 8,20 millió  |
| 16.  | 16. | Továbbképzés (Learning Curve)                            | David Livingston | Ronald Wilkerson és Jean Louise Matthias                                                       | 1995. május 22.   | 8,30 millió  |

## 2. évad (1995-1996)
| Sor. | Év. | Cím                                    | Rendező          | Író                                                                            | Premier              | Nézettség    |
| ---- | --- | -------------------------------------- | ---------------- | ------------------------------------------------------------------------------ | -------------------- | ------------ |
| 17.  | 1.  | A 37-esek (The 37's)                   | James L. Conway  | Jeri Taylor és Brannon Braga                                                   | 1995. augusztus 28.  | 10,90 millió |
| 18.  | 2.  | Beavatás (Initiations)                 | Winrich Kolbe    | Kenneth Biller                                                                 | 1995. szeptember 4.  | 8,90 millió  |
| 19.  | 3.  | Kivetítés (Projections)                | Jonathan Frakes  | Brannon Braga                                                                  | 1995. szeptember 11. | 8,40 millió  |
| 20.  | 4.  | Átalakítás (Elogium)                   | Winrich Kolbe    | Történet: Jimmy Diggs és Steve J. Kay Tévéjáték: Kenneth Biller és Jeri Taylor | 1995. szeptember 18. | 8,00 millió  |
| 21.  | 5.  | Kettészakadt idő (Non Sequitur)        | David Livingston | Brannon Braga                                                                  | 1995. szeptember 25. | 8,30 millió  |
| 22.  | 6.  | Kicsavarodva (Twisted)                 | Kim Friedman     | Történet: Arnold Rudnick és Rich Hosek Tévéjáték: Kenneth Biller               | 1995. október 2.     | 8,30 millió  |
| 23.  | 7.  | A zöldszemű szörny (Parturition)       | Jonathan Frakes  | Tom Szollosi                                                                   | 1995. október 9.     | 8,40 millió  |
| 24.  | 8.  | Halucinációk (Persistence of Vision)   | James L. Conway  | Jeri Taylor                                                                    | 1995. október 30.    | 9,00 millió  |
| 25.  | 9.  | Tetoválás (Tattoo)                     | Alexander Singer | Történet: Larry Brody Tévéjáték: Michael Piller                                | 1995. november 6.    | 8,60 millió  |
| 26.  | 10. | Hideg tűz (Cold Fire)                  | Cliff Bole       | Történet: Anthony Williams Tévéjáték: Brannon Braga                            | 1995. november 13.   | 8,90 millió  |
| 27.  | 11. | Cselszövés (Maneuvers)                 | David Livingston | Kenneth Biller                                                                 | 1995. november 20.   | 8,00 millió  |
| 28.  | 12. | Ellenállás (Resistance)                | Winrich Kolbe    | Történet: Michael Jan Friedman és Kevin J. Ryan Tévéjáték: Lisa Klink          | 1995. november 27.   | 8,70 millió  |
| 29.  | 13. | Prototípus (Prototype)                 | Jonathan Frakes  | Nicholas Corea                                                                 | 1996. január 15.     | 8,40 millió  |
| 30.  | 14. | Szövetségek (Alliances)                | Les Landau       | Jeri Taylor                                                                    | 1996. január 22.     | 7,90 millió  |
| 31.  | 15. | A küszöb (Threshold)                   | Alexander Singer | Történet: Michael De Luca Tévéjáték: Brannon Braga                             | 1996. január 29.     | 8,90 millió  |
| 32.  | 16. | Gyilkos Gonca (Meld)                   | Cliff Bole       | Történet: Mike Sussman Tévéjáték: Michael Piller                               | 1996. február 5.     | 7,30 millió  |
| 33.  | 17. | Csatahajó (Dreadnought)                | LeVar Burton     | Gary Holland                                                                   | 1996. február 12.    | 8,50 millió  |
| 34.  | 18. | Halálvágy (Death Wish)                 | James L. Conway  | Történet: Shawn Piller Tévéjáték: Michael Piller                               | 1996. február 19.    | 9,80 millió  |
| 35.  | 19. | Életjelek (Lifesigns)                  | Cliff Bole       | Kenneth Biller                                                                 | 1996. február 26.    | 8,10 millió  |
| 36.  | 20. | A vizsgálat (Investigations)           | Les Landau       | Történet: Jeff Schnaufer és Ed Bond Tévéjáték: Jeri Taylor                     | 1996. március 13.    | 6,60 millió  |
| 37.  | 21. | Kettős csapda (Deadlock)               | David Livingston | Brannon Braga                                                                  | 1996. március 18.    | 8,50 millió  |
| 38.  | 22. | Ártatlanság (Innocence)                | James L. Conway  | Történet: Anthony Williams Tévéjáték: Lisa Klink                               | 1996. április 8.     | 7,60 millió  |
| 39.  | 23. | A félelem bére (The Thaw)              | Marvin V. Rush   | Történet: Richard Gadas Tévéjáték: Joe Menosky                                 | 1996. április 29.    | 6,70 millió  |
| 40.  | 24. | Tuvix (Tuvix)                          | Cliff Bole       | Történet: Andrew Shepard Price és Mark Gaberman Tévéjáték: Kenneth Biller      | 1996. május 6.       | 7,30 millió  |
| 41.  | 25. | Fertőzés (Resolutions)                 | Alexander Singer | Jeri Taylor                                                                    | 1996. május 13.      | 6,70 millió  |
| 42.  | 26. | Életre-halálra 1. rész (Basics Part 1) | Winrich Kolbe    | Michael Piller                                                                 | 1996. május 20.      | 7,20 millió  |

## 3. évad (1996-1997)
| Sor. | Év. | Cím                                        | Rendező                | Író                                                                          | Premier              | Nézettség   |
| ---- | --- | ------------------------------------------ | ---------------------- | ---------------------------------------------------------------------------- | -------------------- | ----------- |
| 43.  | 1.  | Életre-halálra 2. rész (Basics Part 2)     | Winrich Kolbe          | Michael Piller                                                               | 1996. szeptember 4.  | 8,30 millió |
| 44.  | 2.  | Felvillanás (Flashback)                    | David Livingston       | Brannon Braga                                                                | 1996. szeptember 11. | 7,70 millió |
| 45.  | 3.  | A csúszda (The Chute)                      | Les Landau             | Történet: Clayvon C. Harris Tévéjáték: Kenneth Biller                        | 1996. szeptember 18. | 6,10 millió |
| 46.  | 4.  | Rajzás (The Swarm)                         | Alexander Singer       | Mike Sussman                                                                 | 1996. szeptember 25. | 7,60 millió |
| 47.  | 5.  | Hamis haszon (False Profits)               | Cliff Bole             | Történet: George Brozak Tévéjáték: Joe Menosky                               | 1996. október 2.     | 5,60 millió |
| 48.  | 6.  | Emlékek (Remember)                         | Winrich Kolbe          | Történet: Brannon Braga és Joe Menosky Tévéjáték: Lisa Klink                 | 1996. október 9.     | 6,70 millió |
| 49.  | 7.  | Szentföld (Sacred Ground)                  | Robert Duncan McNeill  | Történet: Geo Cameron Tévéjáték: Lisa Klink                                  | 1996. október 30.    | 6,60 millió |
| 50.  | 8.  | A jövő vége 1. rész (Future's End, Part 1) | David Livingston       | Brannon Braga és Joe Menosky                                                 | 1996. november 6.    | 8,00 millió |
| 51.  | 9.  | A jövő vége 2. rész (Future's End, Part 2) | Cliff Bole             | Brannon Braga és Joe Menosky                                                 | 1996. november 13.   | 8,70 millió |
| 52.  | 10. | A hadúr (Warlord)                          | David Livingston       | Történet: Andrew Shepard Price és Mark Gaberman Tévéjáték: Lisa Klink        | 1996. november 20.   | 6,70 millió |
| 53.  | 11. | Q Dél ellen (The Q and the Grey)           | Cliff Bole             | Történet: Shawn Piller Tévéjáték: Kenneth Biller                             | 1996. november 27.   | 7,50 millió |
| 54.  | 12. | Makrokozmosz (Macrocosm)                   | Alexander Singer       | Brannon Braga                                                                | 1996. december 11.   | 6,80 millió |
| 55.  | 13. | Korrekt üzlet (Fair Trade)                 | Jesús Salvador Treviño | Történet: Ronald Wilkerson és Jean Louise Matthias Tévéjáték: André Bormanis | 1997. január 8.      | 5,80 millió |
| 56.  | 14. | Alterego (Alter Ego)                       | Robert Picardo         | Joe Menosky                                                                  | 1997. január 15.     | 6,82 millió |
| 57.  | 15. | Halálközeli élmény (Coda)                  | Nancy Malone           | Jeri Taylor                                                                  | 1997. január 29.     | 6,51 millió |
| 58.  | 16. | Vérláz (Blood Fever)                       | Andrew Robinson        | Lisa Klink                                                                   | 1997. február 5.     | 6,43 millió |
| 59.  | 17. | Egyesülés (Unity)                          | Robert Duncan McNeill  | Kenneth Biller                                                               | 1997. február 12.    | 7,74 millió |
| 60.  | 18. | A lélek sötét oldala (Darkling)            | Alexander Singer       | Történet: Brannon Braga és Joe Menosky Tévéjáték: Joe Menosky                | 1997. február 19.    | 6,37 millió |
| 61.  | 19. | Felemelkedés (Rise)                        | Robert Scheerer        | Történet: Jimmy Diggs Tévéjáték: Brannon Braga                               | 1997. február 26.    | 6,76 millió |
| 62.  | 20. | Más világ gyermeke (Favorite Son)          | Marvin V. Rush         | Lisa Klink                                                                   | 1997. március 19.    | 6,17 millió |
| 63.  | 21. | Előtte és utána (Before and After)         | Allan Kroeker          | Kenneth Biller                                                               | 1997. április 9.     | 6,46 millió |
| 64.  | 22. | Való élet (Real Life)                      | Anson Williams         | Történet: Harry Kloor Tévéjáték: Jeri Taylor                                 | 1997. április 23.    | 6,24 millió |
| 65.  | 23. | Távoli eredet (Distant Origin)             | David Livingston       | Brannon Braga és Joe Menosky                                                 | 1997. április 30.    | 6,49 millió |
| 66.  | 24. | Helycserés támadás (Displaced)             | Allan Kroeker          | Lisa Klink                                                                   | 1997. május 7.       | 6,67 millió |
| 67.  | 25. | Zendülés (Worst Case Scenario)             | Alexander Singer       | Kenneth Biller                                                               | 1997. május 14.      | 6,10 millió |
| 68.  | 26. | Skorpió 1. rész (Scorpion Part 1)          | David Livingston       | Brannon Braga és Joe Menosky                                                 | 1997. május 21.      | 7,86 millió |

## 4. évad (1997-1998)
| Sor. | Év. | Cím                                               | Rendező                | Író                                                                                         | Premier              | Nézettség    |
| ---- | --- | ------------------------------------------------- | ---------------------- | ------------------------------------------------------------------------------------------- | -------------------- | ------------ |
| 69.  | 1.  | Skorpió 2. rész (Scorpion Part 2)                 | Winrich Kolbe          | Brannon Braga és Joe Menosky                                                                | 1997. szeptember 3.  | 10,28 millió |
| 70.  | 2.  | Az ajándék (The Gift)                             | Anson Williams         | Joe Menosky                                                                                 | 1997. szeptember 10. | 8,19 millió  |
| 71.  | 3.  | A becsület napja (Day of Honor)                   | Jesús Salvador Treviño | Jeri Taylor                                                                                 | 1997. szeptember 17. | 6,60 millió  |
| 72.  | 4.  | Nemezisz (Nemesis)                                | Alexander Singer       | Kenneth Biller                                                                              | 1997. szeptember 24. | 6,45 millió  |
| 73.  | 5.  | Undor (Revulsion)                                 | Kenneth Biller         | Lisa Klink                                                                                  | 1997. október 1.     | 7,49 millió  |
| 74.  | 6.  | A holló (The Raven)                               | LeVar Burton           | Történet: Bryan Fuller és Harry Kloor Tévéjáték: Bryan Fuller                               | 1997. október 8.     | 6,96 millió  |
| 75.  | 7.  | Tudományos módszer (Scientific Method)            | David Livingston       | Történet: Sherry Klein és Harry Kloor Tévéjáték: Lisa Klink                                 | 1997. október 29.    | 6,76 millió  |
| 76.  | 8.  | Pokoli év 1. rész (Year of Hell Part 1)           | Allan Kroeker          | Brannon Braga és Joe Menosky                                                                | 1997. november 5.    | 6,43 millió  |
| 77.  | 9.  | Pokoli év 2. rész (Year of Hell Part 2)           | Mike Vejar             | Brannon Braga és Joe Menosky                                                                | 1997. november 12.   | 8,06 millió  |
| 78.  | 10. | Kósza gondolatok (Random Thoughts)                | Alexander Singer       | Kenneth Biller                                                                              | 1997. november 19.   | 6,89 millió  |
| 79.  | 11. | Szárnyalni mint a madár (Concerning Flight)       | Jesús Salvador Treviño | Történet: Jimmy Diggs és Joe Menosky Tévéjáték: Joe Menosky                                 | 1997. november 26.   | 6,38 millió  |
| 80.  | 12. | Feltámadás (Mortal Coil)                          | Allan Kroeker          | Bryan Fuller                                                                                | 1997. december 17.   | 5,11 millió  |
| 81.  | 13. | Éber pillanatok (Waking Moments)                  | Alexander Singer       | André Bormanis                                                                              | 1998. január 14.     | 3,70 millió  |
| 82.  | 14. | Palackposta (Message in a Bottle)                 | Nancy Malone           | Történet: Rick Williams Tévéjáték: Lisa Klink                                               | 1998. január 21.     | 5,85 millió  |
| 83.  | 15. | Vadászok (Hunters)                                | David Livingston       | Jeri Taylor                                                                                 | 1998. február 11.    | 5,32 millió  |
| 84.  | 16. | Préda (Prey)                                      | Allan Eastman          | Brannon Braga                                                                               | 1998. február 18.    | 5,47 millió  |
| 85.  | 17. | Retrospect (Retrospect)                           | Jesús Salvador Treviño | Történet: Andrew Shepard Price és Mark Gaberman Tévéjáték: Bryan Fuller és Lisa Klink       | 1998. február 25.    | 6,03 millió  |
| 86.  | 18. | Gyilkos játszma 1. rész (The Killing Game Part 1) | David Livingston       | Brannon Braga és Joe Menosky                                                                | 1998. március 4.     | 6,30 millió  |
| 87.  | 19. | Gyilkos játszma 2. rész (The Killing Game Part 2) | David Livingston       | Brannon Braga és Joe Menosky                                                                | 1998. március 4.     | 6,30 millió  |
| 88.  | 20. | Elcserélt testek (Vis à Vis)                      | Jesús Salvador Treviño | Robert Doherty                                                                              | 1998. április 8.     | 4,22 millió  |
| 89.  | 21. | Az Omega direktíva (The Omega Directive)          | Victor Lobl            | Történet: Jimmy Diggs és Steve J. Kay Tévéjáték: Lisa Klink                                 | 1998. április 15.    | 5,27 millió  |
| 90.  | 22. | Felejthetetlen (Unforgettable)                    | Andrew Robinson        | Greg Elliot és Michael Perricone                                                            | 1998. április 22.    | 4,67 millió  |
| 91.  | 23. | Élő szemtanú (Living Witness)                     | Tim Russ               | Történet: Brannon Braga Tévéjáték: Bryan Fuller, Brannon Braga és Joe Menosky               | 1998. április 29.    | 5,57 millió  |
| 92.  | 24. | Démon Bolygó (Demon)                              | Anson Williams         | Történet: André Bormanis Tévéjáték: Kenneth Biller                                          | 1998. május 6.       | 5,53 millió  |
| 93.  | 25. | Egyedül (One)                                     | Kenneth Biller         | Jeri Taylor                                                                                 | 1998. május 13.      | 5,40 millió  |
| 94.  | 26. | Remény és félelem (Hope and Fear)                 | Winrich Kolbe          | Történet: Rick Berman, Brannon Braga és Joe Menosky Tévéjáték: Brannon Braga és Joe Menosky | 1998. május 20.      | 6,18 millió  |

## 5. évad (1998-1999)
| Sor. | Év. | Cím                                               | Rendező               | Író                                                                                         | Premier            | Nézettség   |
| ---- | --- | ------------------------------------------------- | --------------------- | ------------------------------------------------------------------------------------------- | ------------------ | ----------- |
| 95.  | 1.  | Éjszaka (Night)                                   | David Livingston      | Brannon Braga és Joe Menosky                                                                | 1998. október 14.  | 5,17 millió |
| 96.  | 2.  | A Borg (Drone)                                    | Les Landau            | Történet: Bryan Fuller és Harry Kloor Tévéjáték: Bryan Fuller, Brannon Braga és Joe Menosky | 1998. október 21.  | 5,33 millió |
| 97.  | 3.  | Rendkívül veszélyes (Extreme Risk)                | Cliff Bole            | Kenneth Biller                                                                              | 1998. október 28.  | 5,15 millió |
| 98.  | 4.  | Életmű másolat (In the Flesh)                     | David Livingston      | Nick Sagan                                                                                  | 1998. november 4.  | 6,00 millió |
| 99.  | 5.  | Egyszer volt... (Once Upon a Time)                | John Kretchmer        | Michael Taylor                                                                              | 1998. november 11. | 5,44 millió |
| 100. | 6.  | Időtlenül (Timeless)                              | LeVar Burton          | Történet: Rick Berman, Brannon Braga és Joe Menosky Tévéjáték: Brannon Braga és Joe Menosky | 1998. november 18. | 6,42 millió |
| 101. | 7.  | Tudathasadás (Infinite Regress)                   | David Livingston      | Történet: Robert Doherty és Jimmy Diggs Tévéjáték: Robert Doherty                           | 1998. november 25. | 4,90 millió |
| 102. | 8.  | Semmi emberi (Nothing Human)                      | David Livingston      | Jeri Taylor                                                                                 | 1998. december 2.  | 6,17 millió |
| 103. | 9.  | 30 nap (Thirty Days)                              | Winrich Kolbe         | Történet: Scott Miller Tévéjáték: Kenneth Biller                                            | 1998. december 9.  | 6,00 millió |
| 104. | 10. | Ellenpont (Counterpoint)                          | Les Landau            | Michael Taylor                                                                              | 1998. december 16. | 4,69 millió |
| 105. | 11. | Látens kép (Latent Image)                         | Mike Vejar            | Történet: Eileen Connors, Brannon Braga és Joe Menosky Tévéjáték: Joe Menosky               | 1999. január 20.   | 5,36 millió |
| 106. | 12. | Chaotica Arája (Bride of Chaotica!)               | Allan Kroeker         | Történet: Bryan Fuller Tévéjáték: Bryan Fuller és Michael Taylor                            | 1999. január 27.   | 5,74 millió |
| 107. | 13. | Vonzás (Gravity)                                  | Terry Windell         | Történet: Jimmy Diggs, Bryan Fuller és Nick Sagan Tévéjáték: Nick Sagan és Bryan Fuller     | 1999. február 3.   | 5,49 millió |
| 108. | 14. | Káprázat (Bliss)                                  | Cliff Bole            | Történet: Bill Prady Tévéjáték: Robert Doherty                                              | 1999. február 10.  | 5,61 millió |
| 109. | 15. | A pók hálójában 1. rész (Dark Frontier Part 1)    | Cliff Bole            | Brannon Braga és Joe Menosky                                                                | 1999. február 17.  | 7,43 millió |
| 110. | 16. | A pók hálójában 2. rész (Dark Frontier Part 2)    | Terry Windell         | Brannon Braga és Joe Menosky                                                                | 1999. február 17.  | 7,43 millió |
| 111. | 17. | Betegség (The Disease)                            | David Livingston      | Történet: Kenneth Biller Tévéjáték: Michael Taylor                                          | 1999. február 24.  | 4,85 millió |
| 112. | 18. | Irány a feledés (Course: Oblivion)                | Anson Williams        | Történet: Bryan Fuller és Nick Sagan Tévéjáték: Nick Sagan                                  | 1999. március 3.   | 5,32 millió |
| 113. | 19. | A bunyó (The Fight)                               | Winrich Kolbe         | Történet: Michael Taylor Tévéjáték: Joe Menosky                                             | 1999. március 24.  | 4,05 millió |
| 114. | 20. | Agytröszt (Think Tank)                            | Terrence O'Hara       | Történet: Rick Berman és Brannon Braga Tévéjáték: Michael Taylor                            | 1999. március 31.  | 5,55 millió |
| 115. | 21. | Bosszúvágy (Juggernaut)                           | Allan Kroeker         | Történet: Bryan Fuller Tévéjáték: Bryan Fuller, Nick Sagan és Kenneth Biller                | 1999. április 26.  | 2,50 millió |
| 116. | 22. | Valaki, aki vigyáz rám (Someone to Watch Over Me) | Robert Duncan McNeill | Történet: Brannon Braga Tévéjáték: Michael Taylor                                           | 1999. április 28.  | 4,78 millió |
| 117. | 23. | 11:59 (11:59)                                     | David Livingston      | Történet: Brannon Braga és Joe Menosky Tévéjáték: Joe Menosky                               | 1999. május 5.     | 4,42 millió |
| 118. | 24. | Relativitás (Relativity)                          | Allan Eastman         | Történet: Nick Sagan Tévéjáték: Bryan Fuller, Nick Sagan és Michael Taylor                  | 1999. május 12.    | 4,76 millió |
| 119. | 25. | Robbanófej (Warhead)                              | John Kretchmer        | Történet: Brannon Braga Tévéjáték: Michael Taylor és Kenneth Biller                         | 1999. május 19.    | 4,59 millió |
| 120. | 26. | Equinox 1. rész (Equinox, Part 1)                 | David Livingston      | Történet: Rick Berman, Brannon Braga és Joe Menosky Tévéjáték: Brannon Braga és Joe Menosky | 1999. május 26.    | 4,80 millió |

## 6. évad (1999-2000)
| Sor. | Év. | Cím                                                   | Rendező            | Író | Premier              | Nézettség   |
| ---- | --- | ----------------------------------------------------- | ------------------ | --- | -------------------- | ----------- |
| 121. | 1.  | Equinox 2. rész (Equinox, Part 2)                     | David Livingston   | Történet: Rick Berman, Brannon Braga és Joe Menosky Tévéjáték: Brannon Braga és Joe Menosky                        | 1999. szeptember 22. | 6,16 millió |
| 122. | 2.  | Túlélő ösztön (Survival Instinct)                     | Terry Windell      | Ronald D. Moore | 1999. szeptember 29. | 5,82 millió |
| 123. | 3.  | Holtak bárkája (Barge of the Dead)                    | Mike Vejar         | Történet: Ronald D. Moore és Bryan Fuller Tévéjáték: Bryan Fuller                                                  | 1999. október 6.     | 5,25 millió |
| 124. | 4.  | Jó az álmodozás (Tinker, Tenor, Doctor, Spy)          | John Bruno         | Történet: Bill Valley Tévéjáték: Joe Menosky                                                                       | 1999. október 13.    | 5,09 millió |
| 125. | 5.  | Alice (Alice)                                         | David Livingston   | Történet: Juliann deLayne Tévéjáték: Bryan Fuller és Michael Taylor                                                | 1999. október 20.    | 4,53 millió |
| 126. | 6.  | Rejtvények (Riddles)                                  | Roxann Dawson      | Történet: André Bormanis Tévéjáték: Robert Doherty                                                                 | 1999. november 3.    | 4,79 millió |
| 127. | 7.  | Sárkányfogak (Dragon's Teeth)                         | Winrich Kolbe      | Történet: Michael Taylor Tévéjáték: Michael Taylor, Brannon Braga és Joe Menosky                                   | 1999. november 10.   | 5,72 millió |
| 128. | 8.  | Egy kis lépés (One Small Step)                        | Robert Picardo     | Történet: Mike Wollaeger és Jessica Scott Tévéjáték: Mike Wollaeger, Jessica Scott, Bryan Fuller és Michael Taylor | 1999. november 17.   | 5,92 millió |
| 129. | 9.  | Összeesküvés elmélet (The Voyager Conspiracy)         | Terry Windell      | Joe Menosky | 1999. november 24.   | 5,71 millió |
| 130. | 10. | Útkereső (Pathfinder)                                 | Mike Vejar         | Történet: David Zabel Tévéjáték: David Zabel és Kenneth Biller                                                     | 1999. december 1.    | 6,15 millió |
| 131. | 11. | Fair Haven (Fair Haven)                               | Allan Kroeker      | Robin Bernheim | 2000. január 12.     | 5,19 millió |
| 132. | 12. | Egy szempillantás alatt (Blink of an Eye)             | Gabrielle Beaumont | Történet: Michael Taylor Tévéjáték: Joe Menosky                                                                    | 2000. január 19.     | 5,70 millió |
| 133. | 13. | Virtuóz (Virtuoso)                                    | Les Landau         | Történet: Raf Green Tévéjáték: Raf Green és Kenneth Biller                                                         | 2000. január 26.     | 5,81 millió |
| 134. | 14. | Emlékmű (Memorial)                                    | Allan Kroeker      | Történet: Brannon Braga Tévéjáték: Robin Bernheim                                                                  | 2000. február 2.     | 5,59 millió |
| 135. | 15. | Tsunkatse (Tsunkatse)                                 | Mike Vejar         | Történet: Gannon Kenney Tévéjáték: Robert Doherty                                                                  | 2000. február 9.     | 6,10 millió |
| 136. | 16. | Kollektíva (Collective)                               | Allison Liddi      | Történet: Andrew Shepard Price és Mark Gaberman Tévéjáték: Michael Taylor                                          | 2000. február 16.    | 5,32 millió |
| 137. | 17. | Tünde népség (Spirit Folk)                            | David Livingston   | Bryan Fuller | 2000. február 23.    | 4,51 millió |
| 138. | 18. | Porból lett (Ashes to Ashes)                          | Terry Windell      | Történet: Ronald Wilkerson Tévéjáték: Robert Doherty                                                               | 2000. március 1.     | 5,22 millió |
| 139. | 19. | Gyerekjáték (Child's Play)                            | Mike Vejar         | Történet: Paul Brown Tévéjáték: Raf Green                                                                          | 2000. március 8.     | 4,68 millió |
| 140. | 20. | A jó pásztor (Good Shepherd)                          | Winrich Kolbe      | Történet: Dianna Gitto Tévéjáték: Dianna Gitto és Joe Menosky                                                      | 2000. március 15.    | 5,55 millió |
| 141. | 21. | Űrszélhámosok (Live Fast and Prosper)                 | LeVar Burton       | Robin Bernheim | 2000. április 19.    | 4,85 millió |
| 142. | 22. | Múzsa (Muse)                                          | Mike Vejar         | Joe Menosky | 2000. április 26.    | 4,95 millió |
| 143. | 23. | Düh (Fury)                                            | John Bruno         | Történet: Rick Berman és Brannon Braga Tévéjáték: Bryan Fuller és Michael Taylor                                   | 2000. május 3.       | 4,65 millió |
| 144. | 24. | Életvonal (Life Line)                                 | Terry Windell      | Történet: John Bruno és Robert Picardo Tévéjáték: Robert Doherty, Raf Green és Brannon Braga                       | 2000. május 10.      | 5,53 millió |
| 145. | 25. | A 12-es szint kísértete (The Haunting of Deck Twelve) | David Livingston   | Történet: Mike Sussman Tévéjáték: Mike Sussman, Kenneth Biller és Bryan Fuller                                     | 2000. május 17.      | 4,82 millió |
| 146. | 26. | Unimátrix Zéró 1. rész (Unimatrix Zero Part 1)        | Allan Kroeker      | Történet: Mike Sussman Tévéjáték: Brannon Braga és Joe Menosky                                                     | 2000. május 24.      | 4,68 millió |

## 7. évad (2000-2001)
| Sor. | Év. | Cím                                            | Rendező               | Író | Premier            | Nézettség   |
| ---- | --- | ---------------------------------------------- | --------------------- | --- | ------------------ | ----------- |
| 147. | 1.  | Unimátrix Zéró 2. rész (Unimatrix Zero Part 2) | Mike Vejar            | Történet: Mike Sussman, Brannon Braga és Joe Menosky Tévéjáték: Brannon Braga és Joe Menosky                    | 2000. október 4.   | 7,10 millió |
| 148. | 2.  | Meghibásodás (Imperfection)                    | David Livingston      | Történet: André Bormanis Tévéjáték: Carleton Eastlake és Robert Doherty                                         | 2000. október 11.  | 5,68 millió |
| 149. | 3.  | Vezetni (Drive)                                | Winrich Kolbe         | Michael Taylor                                                                                                  | 2000. október 18.  | 5,82 millió |
| 150. | 4.  | Agykontroll (Repression)                       | Winrich Kolbe         | Történet: Kenneth Biller Tévéjáték: Mark Haskell Smith                                                          | 2000. október 25.  | 4,97 millió |
| 151. | 5.  | Kórházhajó (Critical Care)                     | Terry Windell         | Történet: Kenneth Biller és Robert Doherty Tévéjáték: James Kahn                                                | 2000. november 1.  | 5,24 millió |
| 152. | 6.  | Beépített ember (Inside Man)                   | Allan Kroeker         | Robert Doherty                                                                                                  | 2000. november 8.  | 4,77 millió |
| 153. | 7.  | Test és lélek (Body and Soul)                  | Robert Duncan McNeill | Történet: Michael Taylor Tévéjáték: Eric A. Morris, Phyllis Strong és Mike Sussman                              | 2000. november 15. | 5,55 millió |
| 154. | 8.  | Fülemüle (Nightingale)                         | LeVar Burton          | Történet: Robert Lederman és Dave Long Tévéjáték: André Bormanis                                                | 2000. november 22. | 4,60 millió |
| 155. | 9.  | Hús és vér 1. rész (Flesh and Blood Part 1)    | Mike Vejar            | Történet: Jack Monaco, Bryan Fuller és Raf Green Tévéjáték: Bryan Fuller                                        | 2000. november 29. | 4,95 millió |
| 156. | 10. | Hús és vér 2. rész (Flesh and Blood Part 2)    | David Livingston      | Történet: Bryan Fuller és Raf Green Tévéjáték: Raf Green és Kenneth Biller                                      | 2000. november 29. | 4,95 millió |
| 157. | 11. | Leszármazott (Shattered)                       | Terry Windell         | Történet: Mike Sussman és Michael Taylor Tévéjáték: Michael Taylor                                              | 2001. január 17.   | 4,14 millió |
| 158. | 12. | Idősíkok (Lineage)                             | Peter Lauritson       | James Kahn | 2001. január 24.   | 4,38 millió |
| 159. | 13. | Bűnbánat (Repentance)                          | Mike Vejar            | Történet: Mike Sussman és Robert Doherty Tévéjáték: Robert Doherty                                              | 2001. január 31.   | 4,47 millió |
| 160. | 14. | Prófécia (Prophecy)                            | Terry Windell         | Történet: Larry Nemecek, J. Kelley Burke, Raf Green és Kenneth Biller Tévéjáték: Mike Sussman és Phyllis Strong | 2001. február 7.   | 4,44 millió |
| 161. | 15. | A lyuk (The Void)                              | Mike Vejar            | Történet: Raf Green és Kenneth Biller Tévéjáték: Raf Green és James Kahn                                        | 2001. február 14.  | 4,63 millió |
| 162. | 16. | Munkaerő 1. rész (Workforce Part 1)            | Allan Kroeker         | Kenneth Biller és Bryan Fuller                                                                                  | 2001. február 21.  | 4,53 millió |
| 163. | 17. | Munkaerő 2. rész (Workforce Part 2)            | Roxann Dawson         | Történet: Kenneth Biller és Bryan Fuller Tévéjáték: Kenneth Biller és Michael Taylor                            | 2001. február 28.  | 5,11 millió |
| 164. | 18. | Az ember téved (Human Error)                   | Allan Kroeker         | Történet: André Bormanis és Kenneth Biller Tévéjáték: Brannon Braga és André Bormanis                           | 2001. március 7.   | 5,35 millió |
| 165. | 19. | Q2 (Q2)                                        | LeVar Burton          | Történet: Kenneth Biller Tévéjáték: Robert Doherty                                                              | 2001. április 11.  | 4,64 millió |
| 166. | 20. | A regényíró (Author, Author)                   | David Livingston      | Történet: Brannon Braga Tévéjáték: Phyllis Strong és Mike Sussman                                               | 2001. április 18.  | 4,46 millió |
| 167. | 21. | A Barátság űrszonda (Friendship One)           | Mike Vejar            | Michael Taylor és Bryan Fuller                                                                                  | 2001. április 25.  | 4,62 millió |
| 168. | 22. | A természet törvénye (Natural Law)             | Terry Windell         | Történet: Kenneth Biller és James Kahn Tévéjáték: James Kahn                                                    | 2001. május 2.     | 4,68 millió |
| 169. | 23. | Otthon (Homestead)                             | LeVar Burton          | Raf Green | 2001. május 9.     | 5,45 millió |
| 170. | 24. | Mindenlében Doktor (Renaissance Man)           | Mike Vejar            | Történet: Andrew Shepard Price és Mark Gaberman Tévéjáték: Phyllis Strong és Mike Sussman                       | 2001. május 16.    | 5,55 millió |
| 171. | 25. | Végjáték 1. rész (Endgame Part 1)              | Allan Kroeker         | Történet: Rick Berman, Kenneth Biller és Brannon Braga Tévéjáték: Kenneth Biller és Robert Doherty              | 2001. május 23.    | 8,81 millió |
| 172. | 26. | Végjáték 2. rész (Endgame Part 2)              | Allan Kroeker         | Történet: Rick Berman, Kenneth Biller és Brannon Braga Tévéjáték: Kenneth Biller és Robert Doherty              | 2001. május 23.    | 8,81 millió |